# Équipe d'Argentine de football à la Copa América 1983
L'équipe d'Argentine de football participe à sa 29e Copa América lors de l'édition 1983 qui s'est déroulé du 10 août au 4 novembre 1983. Aucun pays organisateur n'est désigné : chaque match se déroule sur le territoire du premier nommé.

## Résultats

### Premier tour

#### Groupe B
| Classement final |           |     |   |   |   |   |    |    |      |
|                  | Équipe    | Pts | J | G | N | P | BP | BC | Diff |
| 1                | Brésil    | 5   | 4 | 2 | 1 | 1 | 6  | 1  | +5   |
| 2                | Argentine | 5   | 4 | 1 | 3 | 0 | 5  | 4  | +1   |
| 3                | Équateur  | 2   | 4 | 0 | 2 | 2 | 4  | 10 | -6   |

| 10 août      | Équateur  | 2 | 2 | Argentine |
| 24 août      | Argentine | 1 | 0 | Brésil    |
| 7 septembre  | Argentine | 2 | 2 | Équateur  |
| 14 septembre | Brésil    | 0 | 0 | Argentine |

| 10 août 1983 | Équateur               | 2 – 2   | Argentine           | Estadio Olímpico Atahualpa (Quito)                    |                                                       |
|              | Vásquez 68e · Vega 79e | (0 - 1) | Burruchaga 40e, 51e | Spectateurs : 50 000 Arbitrage : Gilberto Aristízabal | Spectateurs : 50 000 Arbitrage : Gilberto Aristízabal |

| 24 août 1983 | Argentine  | 1 – 0   | Brésil | Stade Monumental (Buenos Aires)                         |                                                         |
|              | Gareca 55e | (0 - 0) |        | Spectateurs : 70 000 Arbitrage : Juan Daniel Cardellino | Spectateurs : 70 000 Arbitrage : Juan Daniel Cardellino |

| 7 septembre 1983 | Argentine                         | 2 – 2   | Équateur                     | Stade Monumental (Buenos Aires)                         |                                                         |
|                  | Ramos 50e · Burruchaga 90e (pen.) | (0 - 1) | Quiñónez 44e · Maldonado 89e | Spectateurs : 40 000 Arbitrage : Juan Daniel Cardellino | Spectateurs : 40 000 Arbitrage : Juan Daniel Cardellino |

| 14 septembre 1983 | Brésil | 0 – 0   | Argentine | Maracanã (Rio de Janeiro)                   |                                             |
|                   |        | (0 - 0) |           | Spectateurs : 75 000 Arbitrage : Mário Lira | Spectateurs : 75 000 Arbitrage : Mário Lira |

## Navigation